# フロセミド

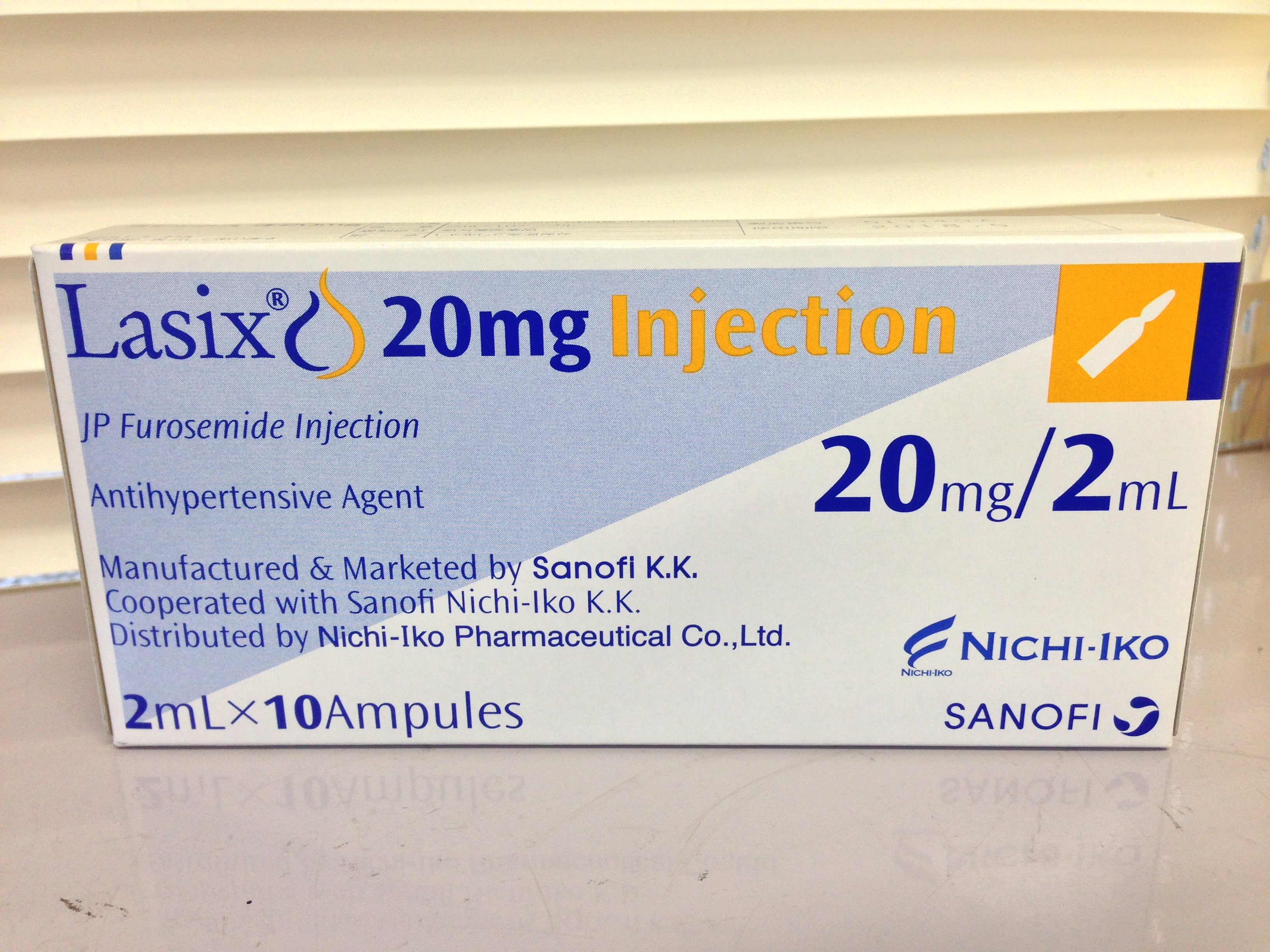
ラシックス注射薬

フロセミド (Furosemide)は、心不全、肝硬変、腎疾患（英語版）による浮腫の治療に用いられるループ利尿薬の一つである。降圧を目的とした処方も行われる。性状は白色結晶性の粉末であり、水にはほとんど溶けない。経口投与でも筋注でも速やかに吸収され、血漿蛋白との結合率が高く、肝臓や腎臓以外の組織にはほとんど分布しない。ヘンレ係蹄（ヘンレループ）の太い上行脚の管腔側の膜のNa+･K+･2Cl−共輸送担体（NKCC2）を抑制することにより、NaCl、K+の再吸収を抑制し、速効性かつ強力な利尿作用を示すが、作用時間も短い。経口投与後約1時間、静脈注射後は5分以内で臨床効果が現れるが、効果を発現する用量は患者毎に異なる。
主な副作用は起立性低血圧、耳鳴り、光線過敏症 である。強心配糖体と併用すると低カリウム血症を示す恐れがある。そのため、ジギタリスなどの強心配糖体と併用するときはスピロノラクトンやグルコン酸カリウムを用いる。
代表的な商品名はラシックス錠・細粒・注およびオイテンシンカプセル（共にサノフィ社）。後発品多数（メーカ、剤形は略）。フロセミドが発見されたのは1962年であり、日本で発売されたのは1965年である（20mg注）:表紙。
WHO必須医薬品モデル・リストに収載されている。 他の薬物を排泄する作用があるため、世界アンチ・ドーピング機関の禁止薬物に規定されている。米国ではウマの運動誘発性肺出血の予防や治療にも用いられる。

## 作用機序
フロセミドなどのループ利尿薬はヘンレループの太い上行脚内腔に存在するNa+･K+･2Cl−共輸送担体（NKCC2）を阻害する。遠位尿細管におけるこの作用は炭酸脱水酵素の阻害効果やアルドステロンの阻害効果とは独立したものであり、皮髄浸透勾配を無効化し、自由水クリアランスをブロックする。
ヘンレループでのNaCl吸収キャパシティが大きいため、利尿は炭酸脱水酵素阻害剤によるアシドーシスで制限されない。
加えて、フロセミドはGABA-A受容体の非競合的特異的阻害剤である。µMの桁の濃度でα6β2γ2受容体のGABA誘発性電流を可逆的に阻害するが、α1β2γ2受容体は阻害しない。
ラットでは発達中の小脳の顆粒神経細胞でα6β2γ2受容体が増加し、フロセミドの感受性が増大した。

## 副作用
重篤な副作用はショック、アナフィラキシー、再生不良性貧血、汎血球減少症、無顆粒球症、血小板減少、赤芽球癆、水疱性類天疱瘡、難聴、中毒性表皮壊死融解症（Toxic Epidermal Necrolysis：TEN）、皮膚粘膜眼症候群（Stevens‐Johnson症候群)、多形紅斑、急性汎発性発疹性膿疱症、心室性不整脈（Torsades de pointes)、間質性腎炎、間質性肺炎である。
全てのループ利尿薬はカリウムの再吸収を抑制する事から、製剤自身がカリウム塩（ラシックスK等）であったとしても、アミロライドなどのカリウム保持性利尿薬を併用していても、低カリウム血症を起こし得る。
またフロセミドはチアジド系利尿薬と同様、高尿酸血症を誘発することが知られているが、これは尿酸排出を担っているMRP4がフロセミドやヒドロクロロチアジドのような利尿薬の排出と競合するためであると考えられている。
聴器毒性については議論が分かれている が、多くの場合、多量急速静注した症例または腎障害を有する症例に該当する。
高血糖症を引き起こすことも知られている。

## 薬物動態学
フロセミドの血漿蛋白質への結合率は91%〜99%、分布容積は20mg〜80mg投与時に0.069±0.006L/kg〜0.181±0.105L/kgである:13。静脈注射後の血中濃度半減期は0.5時間で:11、尿中に88%、胆汁中に12%が排泄される:15。
尿細管分泌で排泄されるため、末期腎不全患者（GFR 5–10 mL/min）では用量を減少し、体内への蓄積に留意する必要がある。腎障害を進行させる可能性があるので特に注意する。

### 薬物相互作用
フロセミドは下記の薬物と相互作用する。
- アセチルサリチル酸などのサリチル酸系化合物
- 他の利尿薬（エタクリン酸（英語版）およびヒドロクロロチアジド）
- 他の高血圧治療薬（ドキサゾシン）
- スクラルファート

有害な相互作用に次のものがある：
- 鎮痛剤：非ステロイド性抗炎症薬（NSAIDs）の腎毒性増強；NSAIDsの利尿効果阻害
- 抗不整脈薬：低カリウム血症発現時の心毒性増強；リドカインおよびメキシレチンの効果阻害
- 抗生物質：アミノグリコシド系、ポリミキシン系、バンコマイシンの聴器毒性（英語版）増強；リメサイクリンは併用しない事
- 抗うつ薬：リボキセチンの低カリウム血症リスクの増加、MAO阻害薬の血圧低下効果の増強、三環系抗うつ薬の起立性低血圧リスクの増加
- 抗てんかん薬：カルバマゼピンの低ナトリウム血症リスクの増加
- 抗真菌薬：アムホテリシンBの低カリウム血症リスクの増加
- 高血圧治療薬：降圧効果の増強；α-阻害薬の低血圧リスクの増加、低カリウム血症出現時のソタロールの心室性不整脈リスクの増加
- 抗精神病薬：低カリウム血症出現時のアミスルピリド、セルチンドール、ピモジドの不整脈リスクの増加、フェノチアジン系抗精神病薬の血圧降下作用増強
- アトモキセチン：低カリウム血症が不整脈リスクを増加させる
- 強心配糖体：低カリウム血症出現時に毒性が上昇する
- シクロスポリン：腎毒性、聴器毒性、血液毒性について様々な報告がある
- リチウム：毒性の増強

## 種類
- 錠剤10mg, 20mg, 40mg, 細粒4%, 注20mg, 100mg, カプセル40mg

## 効能・効果
高血圧症（本態性、腎性等）、悪性高血圧、心性浮腫（鬱血性心不全）、腎性浮腫、肝性浮腫、月経前緊張症、末梢血管障害による浮腫、尿路結石排出促進
低アルブミン血症を伴う慢性腎障害で、利尿目的にフロセミドとアルブミンが併用される。ネフローゼ症候群の浮腫軽減のためにも用いられる。
フロセミドの効果は経口投与で服用後約1時間後に現れ、6時間以内に消失する。静脈注射では投与後30分以内に現れ、2時間で消失する。

## 用法・用量
経口：1日1回40〜80mgを連日または隔日経口投与する。

注射：1日1回20mgを静脈注射または筋肉内注射する。20〜40mgを静脈内投与して利尿反応がないことを確認した場合には、100mgアンプルを1本静脈内投与する（最大1000mg/日）。

## 獣医学領域での使用
利尿効果はレース中の競走馬の出血予防に応用できる。1970年代前半、フロセミドの運動誘発性肺出血予防効果―少なくとも頻度を大きく減少させる―が偶然発見された。米国の多くの州での競馬ルールでは、鼻孔から3回出血した競走馬は以後永久に（ウマの身体保護のため）レースに出場できない。臨床試験が実施され、70年代の終わりには米国の一部の州で競走馬へのフロセミドの使用が合法化され始めた。1995年9月1日にニューヨーク州が使用を許可した事で、全米での合法化が完了した。いくつかの州では全ての競走馬に使用することが許可されているが、他方で出血が確認されたウマに限られている州もある。
しかし2021年に入ってケンタッキーダービーでフロセミドの使用が禁止となり、2020～2021年にかけて開催される『ロード・トゥ・ザ・ケンタッキーダービー』の対象レースに勝利しても出走に必要なポイントが加算されないようになった。
日本の場合、フロセミドはJRAの使用禁止指定リストの対象となっている。他の国でもレース直前での使用を禁止しているが、遠征先での使用を認めている国も存在する。
その他にもフロセミドはウマの肺浮腫、鬱血性心不全（他剤併用）、アレルギー反応の治療にも用いられる。腎血流量が増加するが腎機能に影響を与えないので、腎疾患の治療には推奨されない。
ネコやイヌの鬱血性心不全（肺に液を認めた例）の治療や犬糸状虫の合併症治療にも用いられる。感染症治療には抗生物質や抗炎症薬と併用される。急性腎不全で乏尿・無尿を来している動物の利尿にも用いられる。